# Houngan
 (avril 2018).
Si vous disposez d'ouvrages ou d'articles de référence ou si vous connaissez des sites web de qualité traitant du thème abordé ici, merci de compléter l'article en donnant les références utiles à sa vérifiabilité et en les liant à la section « Notes et références ».
Houngan ou hougan est le nom donné à un chef spirituel de la religion vaudou. Il est l'organisateur des cérémonies, celui par lequel passent les esprits (lwas) qui désirent transmettre un message au monde des vivants.
Son équivalent féminin est la mambo ou manbo. Il officie dans l'Oufo, le temple, autour du potomitan. L'insigne de son pouvoir sur les esprits est l'asson. 
Un houngan qui crée des zombis est appelé bòkò.